# Mandy Moore

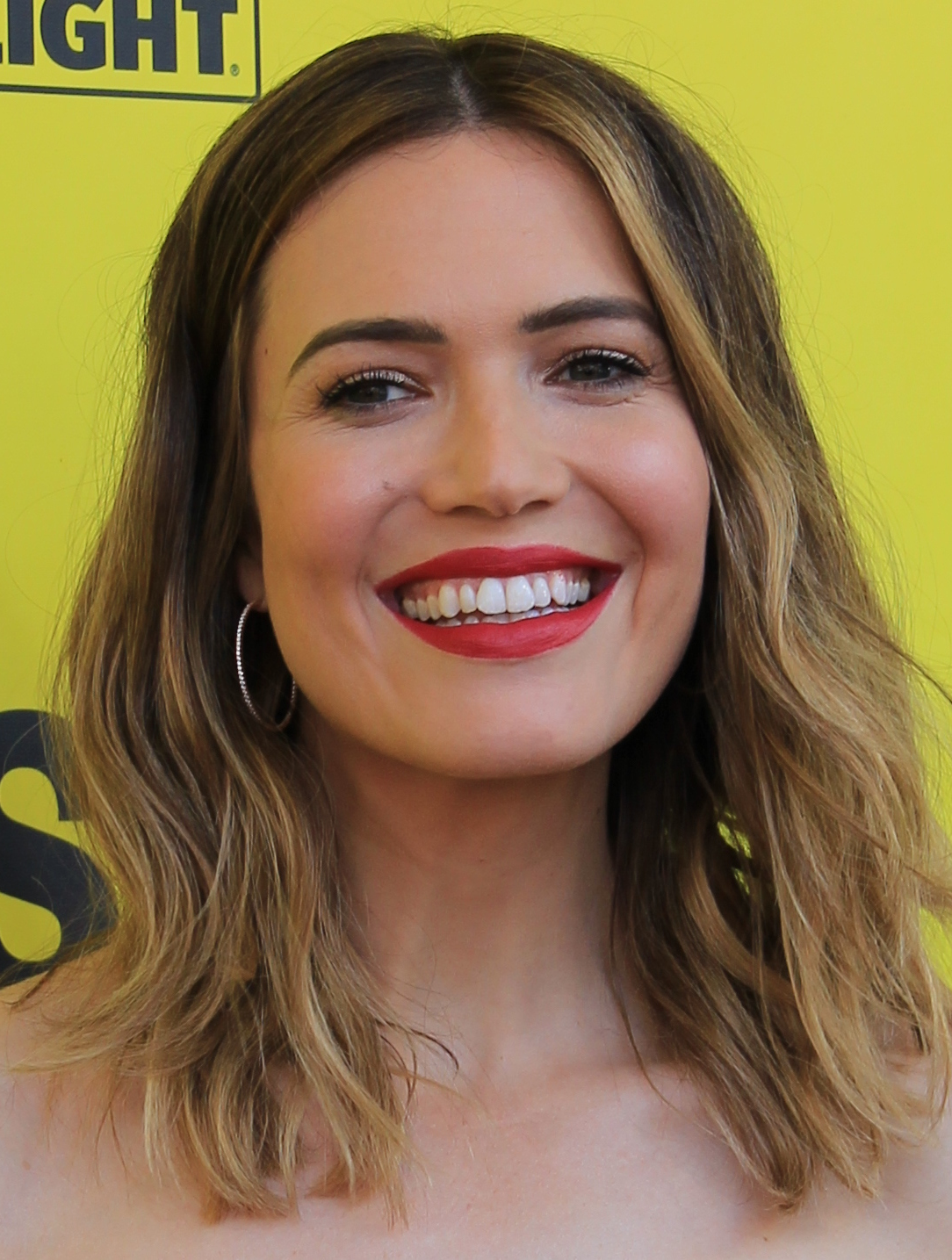
Mandy Moore (2018)

Amanda Leigh „Mandy“ Moore (* 10. April 1984 in Nashua, New Hampshire) ist eine US-amerikanische Pop-Sängerin und Schauspielerin.

## Biografie

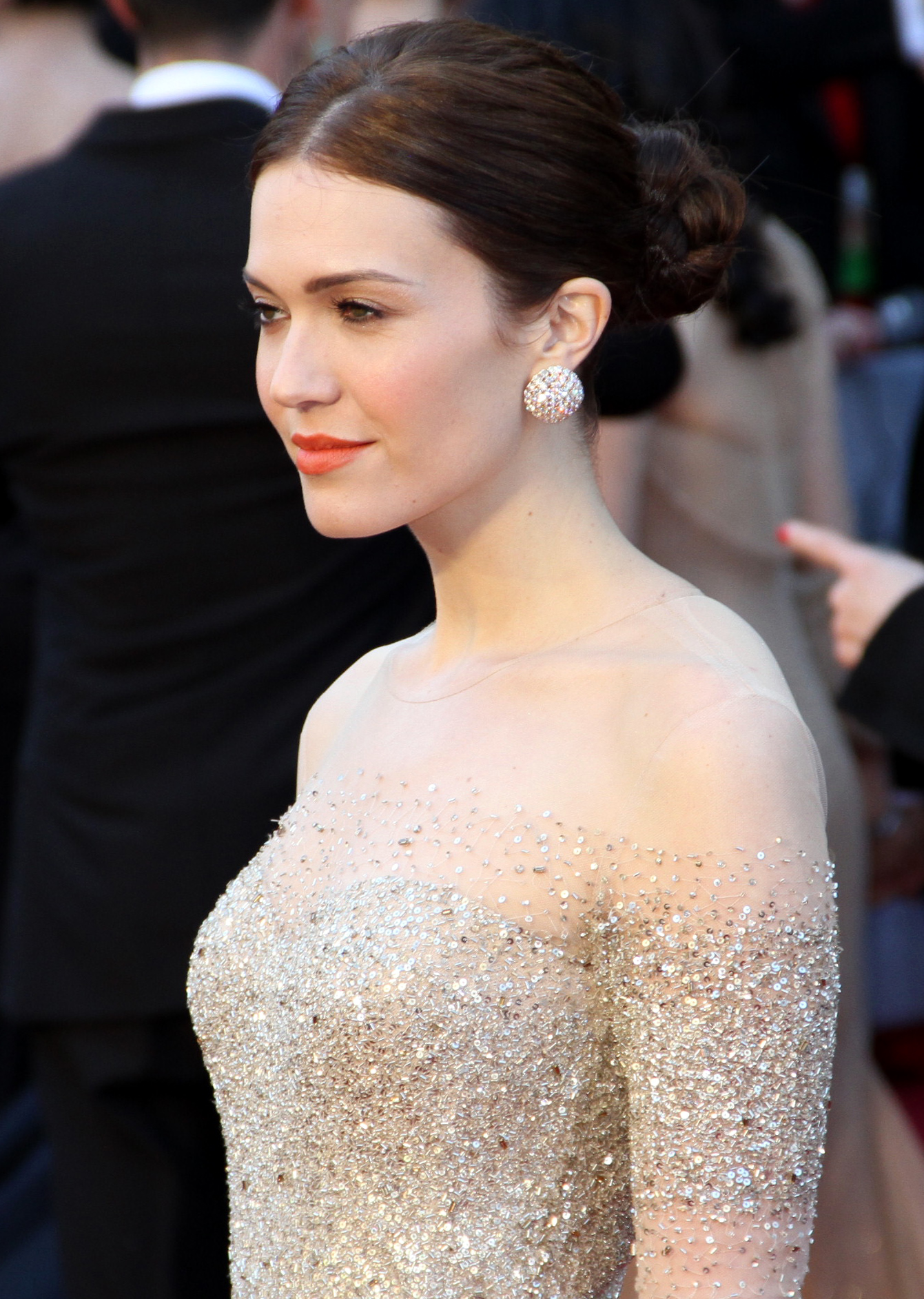
Mandy Moore (2011)

Sie wuchs in Orlando (Florida) auf. Ihre erste Single Candy aus dem Album So Real (1999) wurde veröffentlicht, als Moore 15 Jahre alt war. So Real wurde im Jahr 2000 unter dem Titel I Wanna Be with You mit zum Teil anderen Stücken neu veröffentlicht, es enthielt unter anderem die Hits Walk Me Home und I Wanna Be with You. 2001 erschien ihr Album Mandy Moore (2001), von den darauf enthaltenen Stücken wurden In My Pocket, Crush und Cry später als Single veröffentlicht.
Kurz nach der Veröffentlichung spielte Moore im Film Nur mit dir (2002) ihre erste Hauptrolle. Der Film basiert auf dem gleichnamigen Roman von Nicholas Sparks. Nach einer weiteren Filmrolle in How to Deal (2003) wandte sie sich wieder der Musik zu und veröffentlichte ihr drittes Album mit dem Titel Coverage (2003). Dieses Album besteht ausschließlich aus Cover-Versionen alter Songs. Als erste Single aus dem Album wurde Have a Little Faith in Me veröffentlicht (Original von John Hiatt aus dem Album von 1987 Bring the Family).
2005 spielte Moore sich in mehreren Folgen der Serie Entourage selbst. 2006 war sie in der fünften Staffel der Fernseharztserie Scrubs – Die Anfänger in den Folgen 9 und 10 als J.D.s tollpatschige Freundin Julie Quinn zu sehen. Infolgedessen war sie kurzzeitig auch im echten Leben mit J.D.s Darsteller Zach Braff liiert. Sie hatte einen Gastauftritt in der dritten Staffel der Serie How I Met Your Mother. In der Serie Grey’s Anatomy spielte sie 2010 die wiederkehrende Gastrolle der Mary Portman. Weitere Film- und Fernsehrollen folgten. Ab 2016 war sie in einer Hauptrolle in der Serie This Is Us – Das ist Leben zu sehen. Außerdem ist sie als Synchronsprecherin tätig. Ihr Schaffen umfasst mehr als 80 Produktionen.
2009 heiratete sie den Sänger und Songschreiber Ryan Adams. 2015 gaben die beiden ihre Trennung bekannt. Seit 2018 ist Moore mit dem Dawes-Musiker Taylor Goldsmith verheiratet. Im Februar 2021 wurden die beiden Eltern eines Sohnes. Im Oktober 2022 kam ihr zweiter gemeinsamer Sohn auf die Welt. Im September 2024 wurden sie Eltern einer Tochter.
Im März 2019 wurde sie mit dem 2658. Stern auf dem Hollywood Walk of Fame geehrt. Bei den 46th People’s Choice Awards gewann sie 2020 in der Kategorie The Drama TV Star of 2020 mit der Serie This Is Us.

## Filmografie (Auswahl)

### Filme
- 1996: Street Rats
- 2000: Magic Al and the Mind Factory
- 2001: Plötzlich Prinzessin (The Princess Diaries)
- 2001: Dr. Dolittle 2
- 2002: Nur mit Dir – A Walk to Remember (A Walk to Remember)
- 2003: All I Want (Try Seventeen)
- 2003: How to Deal – Wer braucht schon Liebe? (How to Deal)
- 2004: Saved! – Die Highschool-Missionarinnen (Saved!)
- 2004: American Princess (Chasing Liberty)
- 2005: Im Rennstall ist das Zebra los (Racing Stripes)
- 2005: Romance & Cigarettes
- 2006: Southland Tales
- 2006: American Dreamz – Alles nur Show (American Dreamz)
- 2007: Dedication
- 2007: Von Frau zu Frau (Because I Said So)
- 2007: Lizenz zum Heiraten (License to Wed)
- 2011: Swinging with the Finkels
- 2011: Love, Wedding, Marriage – Ein Plan zum Verlieben (Love, Wedding, Marriage)
- 2012: Hotel Noir
- 2013: Weihnachten in Conway (Christmas in Conway, Fernsehfilm)
- 2016: 47 Meters Down
- 2017: I’m Not Here
- 2018: The Darkest Minds – Die Überlebenden (The Darkest Minds)
- 2019: Midway – Für die Freiheit (Midway)

### Fernsehserien
- 2003: Punk’d (Folge 1x02)
- 2003: Clone High (Folge 1x11)
- 2005: Entourage (5 Folgen)
- 2006: Scrubs – Die Anfänger (Scrubs, Folgen 5x09–5x10)
- 2007: How I Met Your Mother (Folge 3x01)
- 2010: Grey’s Anatomy (4 Folgen)
- 2014–2015: Red Band Society (5 Folgen)
- 2016–2022: This Is Us – Das ist Leben (This Is Us, 102 Folgen)
- 2018: Drunk History (Folge 5x01)
- 2023: Dr. Death (Fernsehserie, 8 Folgen)

### Synchronstimmen
- 2002: Kingdom Hearts (Kingudamu Hātsu, Computerspiel)
- 2006: Die Simpsons (The Simpsons, Fernsehserie, Folge 17x22)
- 2006: Bärenbrüder 2 (Brother Bear 2)
- 2010: Rapunzel – Neu verföhnt (Tangled)
- 2019: Tangled: The Video Game (Computerspiel)
- 2012: Rapunzel – Verföhnt, verlobt, verheiratet (Tangled Ever After)
- 2012: Disney Princess: My Fairytale Adventure (Computerspiel)
- 2012–2013: TRON: Der Aufstand (TRON: Uprising, Fernsehserie, 14 Folgen)
- 2013: Disney Infinity (Computerspiel)
- 2013–2015: High School USA! (Fernsehserie, 12 Folgen)
- 2014: Disney Infinity 2.0: Marvel Super Heroes (Computerspiel)
- 2014–2017: Sheriff Callie’s Wilder Westen (Sheriff Callie's Wild West, 45 Folgen)
- 2015: Tangled: The Video Game (Computerspiel)
- 2015: Disney Infinity 3.0 (Computerspiel)
- 2017: Tangled – Before Ever After (Fernsehfilm)
- 2017–2020: Rapunzel – Die Serie (Tangled: The Series, Fernsehserie)
- 2023: Clone High (Fernsehserie, Folge 1x06)
- 2023: LEGO Disney Princess – The Castle Quest (Fernsehspecial)

## Diskografie

### Studioalben
| Jahr | Titel               | Höchstplatzierung, Gesamtwochen, AuszeichnungChartplatzierungen (Jahr, Titel, Platzierungen, Wochen, Auszeichnungen, Anmerkungen) | Höchstplatzierung, Gesamtwochen, AuszeichnungChartplatzierungen (Jahr, Titel, Platzierungen, Wochen, Auszeichnungen, Anmerkungen) | Anmerkungen                            |
| Jahr | Titel               | UK | US | Anmerkungen                            |
| ---- | ------------------- | --- | --- | -------------------------------------- |
| 2000 | So Real             | — | US31 Platin · (23 Wo.)US | Erstveröffentlichung: 7. Dezember 1999 |
| 2000 | I Wanna Be with You | UK52 (1 Wo.)UK | US21 Gold · (28 Wo.)US | Erstveröffentlichung: 9. Mai 2000      |
| 2001 | Mandy Moore         | — | US35 Gold · (16 Wo.)US | Erstveröffentlichung: 19. Juni 2001    |
| 2003 | Coverage            | — | US14 (13 Wo.)US | Erstveröffentlichung: 21. Oktober 2003 |
| 2007 | Wild Hope           | — | US30 (7 Wo.)US | Erstveröffentlichung: 19. Juni 2007    |
| 2009 | Amanda Leigh        | — | US25 (2 Wo.)US | Erstveröffentlichung: 26. Mai 2009     |
| 2020 | Silver Landings     | — | US134 (1 Wo.)US | Erstveröffentlichung: 6. März 2020     |
| 2022 | In Real Life        | — | — | Erstveröffentlichung: 13. Mai 2022     |

### Kompilationen
| Jahr | Titel                   | Höchstplatzierung, Gesamtwochen, AuszeichnungChartsChartplatzierungen (Jahr, Titel, Platzierungen, Wochen, Auszeichnungen, Anmerkungen) | Anmerkungen                             |
| Jahr | Titel                   | US | Anmerkungen                             |
| ---- | ----------------------- | --- | --------------------------------------- |
| 2004 | The Best of Mandy Moore | US148 (1 Wo.)US | Erstveröffentlichung: 16. November 2004 |

Weitere Kompilationen
- 2005: Candy
- 2007: Super Hits

### Singles
| Jahr | Titel Album         | Höchstplatzierung, Gesamtwochen, AuszeichnungChartplatzierungen (Jahr, Titel, Album, Platzierungen, Wochen, Auszeichnungen, Anmerkungen) | Höchstplatzierung, Gesamtwochen, AuszeichnungChartplatzierungen (Jahr, Titel, Album, Platzierungen, Wochen, Auszeichnungen, Anmerkungen) | Höchstplatzierung, Gesamtwochen, AuszeichnungChartplatzierungen (Jahr, Titel, Album, Platzierungen, Wochen, Auszeichnungen, Anmerkungen) | Höchstplatzierung, Gesamtwochen, AuszeichnungChartplatzierungen (Jahr, Titel, Album, Platzierungen, Wochen, Auszeichnungen, Anmerkungen) | Anmerkungen                           |
| Jahr | Titel Album         | DE | CH | UK | US | Anmerkungen                           |
| ---- | ------------------- | --- | --- | --- | --- | ------------------------------------- |
| 1999 | Candy So Real       | DE72 (6 Wo.)DE | CH39 (12 Wo.)CH | UK6 (14 Wo.)UK | US41 Gold · (20 Wo.)US | Erstveröffentlichung: 17. August 1999 |
| 2000 | I Wanna Be with You | — | — | UK21 (5 Wo.)UK | US24 (17 Wo.)US | Erstveröffentlichung: 11. April 2000  |

Weitere Singles
- 2000: Walk Me Home
- 2000: So Real
- 2001: In My Pocket
- 2001: Crush
- 2002: Cry
- 2003: Have a Little Faith in Me
- 2003: Drop the Pilot
- 2004: Senses Working Overtime (Live)
- 2007: Extraordinary
- 2007: Nothing That You Are
- 2009: I Could Break Your Heart Any Day of the Week
- 2010: When Will My Life Begin? (UK: Platin, US: ×2Doppelplatin )
- 2010: I See the Light (UK: Platin, US: ×3Dreifachplatin )
- 2017: Wind in My Hair
- 2019: When I Wasn’t Watching
- 2019: I’d Rather Lose
- 2020: Save a Little for Yourself
- 2020: Fifteen
- 2022: In Real Life
- 2022: Four Moons

## Auszeichnungen für Musikverkäufe
| Goldene Schallplatte - Australien - 2000: für das Album I Wanna Be with You - 2001: für die Single In My Pocket - Vereinigte Staaten - 2022: für das Lied I’ve Got a Dream | Platin-Schallplatte - Australien - 2000: für die Single Candy |

Anmerkung: Auszeichnungen in Ländern aus den Charttabellen bzw. Chartboxen sind in ebendiesen zu finden.
| Land/RegionAuszeichnungen für Musikverkäufe (Land/Region, Auszeichnungen, Verkäufe, Quellen) | Gold     | Platin     | Verkäufe  | Quellen     |
| -------------------------------------------------------------------------------------------- | -------- | ---------- | --------- | ----------- |
| Australien (ARIA)                                                                            | 2× Gold2 | Platin1    | 140.000   | aria.com.au |
| Vereinigte Staaten (RIAA)                                                                    | 4× Gold4 | 6× Platin6 | 8.000.000 | riaa.com    |
| Vereinigtes Königreich (BPI)                                                                 | —        | 2× Platin2 | 1.200.000 | bpi.co.uk   |
| Insgesamt                                                                                    | 6× Gold6 | 9× Platin9 |           |             |

## Auszeichnungen und Nominierungen
Golden Globe Award
- 2017: Nominierung als beste Nebendarstellerin – Serie, Mini-Serie oder TV-Film für This Is Us – Das ist Leben

Screen Actors Guild Award
- 2018: Bestes Schauspielensemble in einer Dramaserie für This Is Us – Das ist Leben

People’s Choice Award
- 2017: Nominierung als Favorite Actress in a New TV Series für This Is Us – Das ist Leben

MTV Movie & TV Awards
- 2002: Breakthrough Female Performance für Nur mit Dir – A Walk to Remember
- 2002: Nominierung als Best Musical Sequence für Nur mit Dir – A Walk to Remember

Nickelodeon Kids’ Choice Awards
- 2000: Favorite Rising Star für den Song I Wanna be with You